# 臺灣赭弄蝶
臺灣赭弄蝶（学名：Ochlodes niitakanus），又名玉山黃斑弄蝶、赭挵蝶、白斑赭弄蝶，为弄蝶科赭弄蝶屬下的一个种。

## 描述
雌雄外觀差異明顯。雄蝶全身褐色，頭部有毛，觸角具橙色環，末端鉤狀。下唇鬚前伸，前兩節形成黑褐雜白的隆起毛叢，末節細小呈褐色。胸部與足為褐色，腹面灰白。
翅長16-20 mm，呈三角形，邊緣略突出；後翅扇形。翅背面底色褐色，前翅具多個透明與黃色斑點，包括中室末端兩斑，翅頂三小斑呈列，CuA1室中央有黃白斑。後翅中央有數枚黃色小斑呈弧形排列。翅腹面圖紋相似，但多覆土黃色鱗。前翅中央具一條有光澤的黑褐色線狀性標。緣毛多為黃白色，前端為褐色。
雌蝶外型與雄蝶相近，但翅幅較寬，斑紋較明顯，無性標。

## 分佈
臺灣特有種，分布於本島中高海拔山區。

## 棲地
棲息於闊葉林邊緣等環境，一年一代，成蝶夏季出現，具訪花習性。幼蟲以禾本科植物為食，如川上短柄草、膝曲莠竹等，冬季以四齡幼蟲越冬。